# Fritz Schär
Friedrich Schär, detto Fritz (Kaltenbach, 13 marzo 1926 – Frauenfeld, 29 settembre 1997), è stato un ciclista su strada, pistard e ciclocrossista svizzero.
Professionista tra il 1947 ed il 1958, vinse due Meisterschaft von Zürich, due tappe al Giro d'Italia e altrettante al Tour de France, di cui si aggiudicò anche la classifica a punti. Nel 1954 fu medaglia d'argento ai mondiali e si piazzò terzo al Tour de France.

## Carriera
Schär fu, insieme a Ferdi Kübler e Hugo Koblet, uno dei principali esponenti del ciclismo svizzero degli anni cinquanta. Fu campione svizzero di ciclocross nel 1947, su strada e su pista nel 1954. Conquistò anche la medaglia d'argento ai mondiali su strada di Solingen nel 1954. Sempre nel 1954, fu sul podio al Tour de France, come terzo della classifica generale. Vinse due volte il Meisterschaft von Zürich nel 1949 e nel 1950.
Al Giro d'Italia vinse due tappe, indossando per cinque giorni la maglia rosa. Al Tour de France si aggiudicò due tappe, una cronosquadre e la prestigiosa classifica a punti, dopo aver vestito per sei giorni la maglia gialla. Ha conquistato anche cinque tappe al Tour de Suisse. Corse per la Cilo, la Mondia, la Colomb, l'Arbos, la Garin-Wolber, La Perle-Hutchinson, la Guerra, la Van Hauwaert e la Solo.

## Palmarès

### Strada
- 1949

Attraverso Losanna
Tour du Lac Léman
Meisterschaft von Zürich
8ª tappa Tour de Suisse (Basilea > Zurigo)
- 1950

Meisterschaft von Zürich
14ª tappa Giro d'Italia (Arezzo > Perugia)
- 1951

13ª tappa, 2ª semitappa Deutschland Tour (Kassel > Gottinga, cronometro)
- 1952

Classifica generale Giro dei Quattro Cantoni
2ª tappa Tour de Suisse (Basilea > Le Locle)
19ª tappa Giro d'Italia (Saint-Vincent > Verbania)
- 1953

Campionati svizzeri, Prova in linea
2ª tappa Tour de Suisse (Zurigo > Brugg)
1ª tappa Tour de France (Strasburgo > Metz)
2ª tappa Tour de France (Metz > Liegi)
- 1954

Nordwest-Schweizer-Rundfahrt
- 1955

1ª tappa Tour de Suisse (Zurigo > Baden)
- 1956

7ª tappa Tour de Suisse (Bellinzona > Coira)

### Altri successi
- 1953

Classifica a punti Tour de France
- 1954

4ª tappa, 1ª semitappa Tour de France (Circuito di Rouen-Les Essarts, cronosquadre)
- 1956

Classifica a punti Tour de Suisse

### Ciclocross
- 1947

Campionati svizzeri

### Pista
- 1953

Campionati svizzeri, Mezzofondo

## Piazzamenti

### Grandi Giri
- Giro d'Italia

1949: 14º
1950: 11º
1951: ritirato
1952: 27º
1953: 14º
1956: ritirato
- Tour de France

1953: 6º
1954: 3º
1956: ritirato

### Classiche monumento
- Milano-Sanremo

1951: 128º
1952: 21º
1955: 71º
- Parigi-Roubaix

1952: 80º
1954: 36º
- Giro di Lombardia

1948: 3º
1950: 73º

### Competizioni mondiali
- Campionati del mondo

Reims 1947 - In linea: 4º (cat. dilettanti)
Copenaghen 1949 - In linea: 21º
Moorslede 1950 - In linea: ritirato
Varese 1951 - In linea: 21º
Lugano 1953 - In linea: ritirato
Solingen 1954 - In linea: 2º
Copenaghen 1956 - In linea: ritirato